# Cigarettes After Sex
Cigarettes After Sex is een Amerikaanse dreampopband die in 2008 werd opgericht door Greg Gonzalez in El Paso, Texas. De band valt op door hun dromerige, etherische muzikale stijl en de karakteristieke stem van Gonzalez, die vaak als "androgyn" wordt omschreven. Hun teksten richten zich vaak op thema's zoals liefde en romantiek. Zo beschrijft het nummer Each Time You Fall in Love de herhaling van verliefd worden en de onzekerheden die daarbij komen kijken. Hoewel ze vaak worden bestempeld als een ambient popband, worden ze ook in verband gebracht met genres als shoegaze, slowcore en indie rock.

## Geschiedenis
De naam van de band, bedacht door Greg Gonzalez, kwam voort uit een "vriendschap met bepaalde voordelen" met een vrouw die na hun samenzijn sigaretten rookte. Gonzalez beschreef de naam als een spontane ingeving. Mitali Shah van Harper's Bazaar India noemt de naam "extreem pakkend", terwijl Sarah Kidd van Ambient Light Blog het "een naam die je niet kunt vergeten" noemt.
Hun eerste extended play (ep), getiteld I., werd in 2012 opgenomen in een vier verdiepingen hoge trappenhal aan de University of Texas at El Paso, waar Gonzalez destijds studeerde. Hij noemde het proces "een ongelukje; meer een experiment". Het nummer Nothing's Gonna Hurt You Baby uit deze ep werd later een sleeperhit door het gebruik in verschillende commercials.
Na de release van de losse single Affection in 2015, gevolgd door een cover van REO Speedwagon's Keep On Loving You, verhuisde Gonzalez naar Brooklyn, New York. Daar werd in 2017 hun titelloze debuutalbum Cigarettes After Sex uitgebracht, dat positief werd ontvangen. Een van de bekendste nummers van dit album, Apocalypse, werd op 21 maart 2017 als tweede single uitgebracht. Het nummer kreeg in 2022 internationale erkenning dankzij trends op TikTok en heeft tegen oktober 2024 meer dan 1,5 miljard streams op Spotify verzameld.
De band groeide in populariteit dankzij muziekrecensies en aanbevelingen op YouTube, wat leidde tot optredens in Europa, Azië en de Verenigde Staten. Hun tweede studioalbum, Cry, werd aangekondigd in augustus 2019 en uitgebracht op 25 oktober 2019. De single Heavenly ging hieraan vooraf.
In de jaren daarna bracht de band meerdere singles uit, waaronder You're All I Want in 2020 en Pistol in november 2022. In juli 2023 brachten ze de nummers Bubblegum en Stop Waiting uit, gevolgd door een cover van Radiohead's Motion Picture Soundtrack in december 2023.
Op 28 februari 2024 kondigde de band hun derde studioalbum, X's, aan. Dit album werd uitgebracht op 12 juli 2024 en ontving positieve recensies. Het album werd gepromoot met de singles Tejano Blue, geïnspireerd door Gonzalez’ jeugd in zijn geboorteplaats, Dark Vacay (uitgebracht op 16 april 2024) en Baby Blue Movie (4 juni 2024).
Ter ondersteuning van het album begon de band in 2024 aan de X's World Tour, die doorloopt in 2025.

## Muzikale stijl en invloeden
Christina Cacouris beschrijft in een artikel voor Noisey van Vice Cigarettes After Sex als "elementair, wazig en romantisch, maar met een noir-randje onder Gonzalez’ androgyne stem" en als "zoet en sentimenteel". Zoals de naam van de band suggereert, doet het denken aan in bed liggen, maar de ambient-kwaliteiten van hun muziek weerhouden het er niet van om muziek te zijn waarop je kunt dansen."
Gonzalez noemt Miles Davis als een grote invloed en Françoise Hardy als zijn favoriete zangeres. In een interview met Sound of Boston benadrukte hij ook de invloed van films zoals L'Avventura en The Double Life of Veronique op de sfeer en het geluid van nummers zoals Affection en hun lp. Daarnaast beschouwt de band het album The Trinity Session van Cowboy Junkies, Julee Cruise en Cocteau Twins als invloeden.
De muziekblog Eardrums Music prijst de band om hun "langzame, dromerige en prachtige muziek met schitterende, tedere vocalen en zeer goede teksten" en vergelijkt hen met Mazzy Star. Bloggers van Swell Tone beschrijven Cigarettes After Sex als een band die "melancholische, langzame pop produceert die elke luisteraar zachtjes in een lusteloze roes zal wiegen".
Jae Pyl concludeert in een recensie over Affection voor Independentmusicnews.com dat "de intimiteit in het geluid van Cigarettes After Sex zo sterk is dat het onmogelijk is om het niet diep in jezelf te voelen".

## Bandleden
Sinds hun oprichting in 2008 heeft de groep verschillende leden en samenwerkingen gekend, altijd onder leiding van Greg Gonzalez.

### Huidige leden
- Greg Gonzalez – oprichter, leadzang, elektrische gitaar, akoestische gitaar
- Randall Miller – basgitaar
- Jacob Tomsky – drums

### Voormalige leden
- Phillip Tubbs – keyboards, elektrische gitaar
- Greg Leah – drums
- Steve Herrada – keyboards
- Emily Davis – akoestische gitaar

## Albums
| Titel                | Details | Hitlijstposities | Hitlijstposities | Hitlijstposities | Hitlijstposities | Hitlijstposities | Hitlijstposities | Hitlijstposities | Hitlijstposities | Hitlijstposities | Hitlijstposities | Certificeringen                             |
| Titel                | Details | VS               | AUS              | AUT              | BEL              | FRA              | GER              | NLD              | POR              | SWI              | VK               | Certificeringen                             |
| -------------------- | --- | ---------------- | ---------------- | ---------------- | ---------------- | ---------------- | ---------------- | ---------------- | ---------------- | ---------------- | ---------------- | ------------------------------------------- |
| Cigarettes After Sex | - Uitgebracht: 9 juni 2017 - Label: Partisan - Formaten: lp, cd, cassette, digitale download                | 112              | 81               | 18               | 5                | 42               | 38               | 53               | 21               | 21               | 27               | - RIAA: Platina - BPI: Goud - SNEP: Platina |
| Cry                  | - Uitgebracht: 25 oktober 2019 - Label: Partisan - Formaten: lp, cd, cassette, digitale download, streaming | 152              | 61               | 26               | 8                | 27               | 29               | 37               | 1                | 19               | 36               | - BPI: Zilver - SNEP: Goud                  |
| X's                  | - Uitgebracht: 12 juli 2024 - Label: Partisan - Formaten: lp, cd, cassette, digitale download, streaming    | 32               | 32               | 9                | 8                | 24               | 7                | 6                | 7                | 10               | 12               |                                             |